# اختلاف لبنان و عربستان سعودی (۲۰۱۷)
در سال ۲۰۱۷، سعد حریری، نخست‌وزیر لبنان، در ۴ نوامبر ۲۰۱۷ در حالی که در عربستان سعودی بود به‌طور ناگهانی استعفای خود را اعلام کرد. اندکی پس از آن، روابط خارجی بین هر دو کشور و همسایگان منطقه ای متحد به‌طور فزاینده ای تیره شد. در ۶ نوامبر، عربستان سعودی مدعی شد که لبنان بین دو کشور اعلام جنگ کرده‌است، علیرغم اینکه رهبران لبنان خلاف این را اعلام کردند. در ۹ نوامبر، عربستان سعودی، بحرین، کویت و امارات متحده عربی از شهروندان خود خواستند که لبنان را ترک کنند. تصور می‌شود که این درگیری بخشی از درگیری نیابتی ایران و عربستان سعودی باشد.
رئیس‌جمهور لبنان و برخی مقامات لبنانی بر این باورند که استعفای ناگهانی حریری با اجبار سعودی‌ها صورت گرفته و مدعی شده‌اند که سعودی‌ها او را گروگان نگه داشته‌اند. ایران، حزب‌الله لبنان و برخی تحلیل‌گران نیز معتقدند که این بهانه‌ای برای جنگ با حزب‌الله لبنان بود. در ۲۱ نوامبر، حریری در بیروت استعفا داد اما بلافاصله آن را به حالت تعلیق درآورد، سپس در ۵ دسامبر استعفا را به‌طور کامل لغو کرد.